# Mistrzostwa Czech w Lekkoatletyce 1995
26. Mistrzostwa Czech w Lekkoatletyce – zawody lekkoatletyczne, które odbyły się 5 i 6 lipca 1995 na Stadionie Miejskim w Ostrawie. Po raz pierwszy kobiety rywalizowały w biegu na 5000 metrów oraz rzucie młotem.

## Rezultaty

### Mężczyźni
| Konkurencja:                  | Złoto                                                               | Wynik    | Srebro                                                               | Wynik    | Brąz                                                                    | Wynik    |
| Bieg na 100 m                 | Jiří Valík                                                          | 10,46 w  | Ivan Šlehobr                                                         | 10,51 w  | Martin Duda                                                             | 10,64 w  |
| Bieg na 200 m                 | Jiří Valík                                                          | 21,29 w  | Pavel Pospíšil                                                       | 21,54 w  | Walter Pilch                                                            | 21,56 w  |
| Bieg na 400 m                 | Jan Štejfa                                                          | 47,22    | Jiří Benda                                                           | 47,22    | Jiří Mužík                                                              | 47,73    |
| Bieg na 800 m                 | Pavel Soukup                                                        | 1:47,81  | Martin Jareš                                                         | 1:50,83  | Luboš Stloukal                                                          | 1:50,85  |
| Bieg na 1500 m                | Milan Drahoňovský                                                   | 3:51,11  | Tomáš Novotný                                                        | 3:51,94  | Pavel Faschingbauer                                                     | 3:53,95  |
| Bieg na 5000 m                | Radomír Soukup                                                      | 14:19,02 | Jan Bláha                                                            | 14:25,08 | Petr Stanka                                                             | 14:38,23 |
| Bieg na 10 000 m              | Jan Pešava                                                          | 28:41,55 | Luboš Šubrt                                                          | 29:01,28 | Martin Horáček                                                          | 29:34,88 |
| Bieg uliczny na 10 km         | Luboš Šubrt                                                         | 30:11    | Martin Horáček                                                       | 30:20    | Viktor Podškubka                                                        | 30:26    |
| Bieg przełajowy na 11 km      | Michal Kučera                                                       | 36:17    | Luboš Šubrt                                                          | 36:22    | Michael Nejedlý                                                         | 36:30    |
| Bieg górski                   | Radomír Soukup                                                      | 34:31    | Miroslav Vítek                                                       | 35,32    | Václav Ožana                                                            | 36:33    |
| Półmaraton                    | Luboš Šubrt                                                         | 1:05:38  | Peter Klimeš                                                         | 1:05:45  | Martin Wipler                                                           | 1:05:48  |
| Maraton                       | Petr Bukovjan                                                       | 2:20:33  | Milan Machalický                                                     | 2:23:48  | Vladimír Vašek                                                          | 2:28:39  |
| Bieg na 110 m przez płotki    | Tomáš Dvořák                                                        | 14,02    | Radek Šimůnek                                                        | 14,26    | Viktor Zbožínek                                                         | 14,36    |
| Bieg na 400 m przez płotki    | Lukáš Souček                                                        | 50,70    | David Nikodým                                                        | 52,65    | David Bauer                                                             | 52,88    |
| Bieg na 3000 m z przeszkodami | Michael Nejedlý                                                     | 8:37,92  | Jiří Šoptenko                                                        | 8:40,66  | Petr Stanka                                                             | 8:53,80  |
| Sztafeta 4 × 100 m            | Dukla Praha Tomáš Dvořák Martin Morkes Petr Steiner Ivo Krsek       | 41,61    | SSK Vítkovice Karel Sobotka Milan Kovář Ondřej Veselý Pavel Pospíšil | 41,91    | AC Pardubice Jaroslav Brož Milan Souček Jaroslav Šmaha Pavel Loučka     | 42,18    |
| Sztafeta 4 × 400 m            | Dukla Praha Kamil Damašek Luboš Stloukal Jan Štejfa Jan Poděbradský | 3:10,44  | Olymp Praha Jiří Cikhart Lukáš Souček Viktor Zbožínek Jiří Benda     | 3:11,91  | SSK Vítkovice Ondřej Veselý Pavel Pospíšil Milan Kovář Jaroslav Haršany | 3:14,16  |
| Chód na 20 km                 | Hubert Sonnek                                                       | 1:23:58  | Miloš Holuša                                                         | 1:24:37  | Tomáš Kratochvíl                                                        | 1:26:39  |
| Chód na 50 km                 | Hubert Sonnek                                                       | 3:56:57  | Miloš Holuša                                                         | 3:58:55  | Jaroslav Makovec                                                        | 4:10:13  |
| Skok wzwyż                    | Jan Janků                                                           | 2,21     | Milan Čermák                                                         | 2,18     | Tomáš Janků                                                             | 2,18     |
| Skok o tyczce                 | Zdeněk Šafář                                                        | 5,20     | Martin Kysela                                                        | 4,90     | Pavel Beran                                                             | 4,90     |
| Skok w dal                    | Milan Gombala                                                       | 8,12     | Roman Orlík                                                          | 8,04     | Róbert Michalík                                                         | 7,92     |
| Trójskok                      | Radek Řezáč                                                         | 15,91    | Michal Coubal                                                        | 15,64    | Jiří Smetana                                                            | 15,58    |
| Pchnięcie kulą                | Miroslav Menc                                                       | 19,32    | Martin Bílek                                                         | 18,77    | Richard Navara                                                          | 18,03    |
| Rzut dyskiem                  | Marek Bílek                                                         | 58,54    | Libor Malina                                                         | 56,98    | Stanislav Kovář                                                         | 55,88    |
| Rzut młotem                   | Pavel Sedláček                                                      | 74,62    | Vladimír Maška                                                       | 68,04    | Milan Matoušek                                                          | 56,14    |
| Rzut oszczepem                | Vladimír Nováček                                                    | 75,64    | Robert Srovnal                                                       | 75,54    | Tomáš Mráček                                                            | 71,40    |
| Dziesięciobój                 | Kamil Damašek                                                       | 7978     | Roman Šebrle                                                         | 7438     | Petr Sóldos                                                             | 7281     |

### Kobiety
| Konkurencja:               | Złoto                                                                              | Wynik    | Srebro                                                                       | Wynik    | Brąz                                                                                          | Wynik    |
| Bieg na 100 m              | Zdeňka Mušínská                                                                    | 11,69    | Bohdana Válková                                                              | 11,72    | Radana Volná                                                                                  | 11,96    |
| Bieg na 200 m              | Erika Suchovská                                                                    | 23,03    | Zuzana Pastušková                                                            | 24,32    | Zuzana Peichlová                                                                              | 24,81    |
| Bieg na 400 m              | Hana Benešová                                                                      | 52,52    | Naděžda Koštovalová                                                          | 52,59    | Denisa Obdržálková                                                                            | 53,91    |
| Bieg na 800 m              | Ludmila Formanová                                                                  | 2:01,52  | Andrea Šuldesová                                                             | 2:02,91  | Radka Lukavská                                                                                | 2:06,57  |
| Bieg na 1500 m             | Andrea Šuldesová                                                                   | 4:18,85  | Romana Sanigová                                                              | 4:19,89  | Jarmila Halířová                                                                              | 4:23,71  |
| Bieg na 5000 m             | Anna Báčová                                                                        | 18:15,60 | Petra Drajzajtlová                                                           | 18:18,40 | Andrea Křížová                                                                                | 18:52,82 |
| Bieg na 10 000 m           | Monika Deverová                                                                    | 34:27,73 | Věra Horká                                                                   | 36:41,85 | Anna Báčová                                                                                   | 37:55,82 |
| Bieg uliczny na 10 km      | Desana Šourková                                                                    | 35:09    | Jana Klimešová                                                               | 35:44    | Monika Deverová                                                                               | 36:02    |
| Bieg przełajowy na 6 km    | Desana Šourková                                                                    | 20:42    | Jana Kučeríková                                                              | 21:02    | Monika Deverová                                                                               | 21:24    |
| Bieg górski                | Renata Schlesingerová                                                              | 45:13    | Karin Kocumova                                                               | 45:37    | Dita Hebelková                                                                                | 46:44    |
| Półmaraton                 | Alena Peterková                                                                    | 1:13:16  | Monika Deverová                                                              | 1:16:04  | Jana Klimešová                                                                                | 1:18:55  |
| Maraton                    | Alena Peterková                                                                    | 2:27:00  | Monika Deverová                                                              | 2:42:20  | Dana Hajná                                                                                    | 2:44:13  |
| Bieg na 100 m przez płotki | Petra Šímová                                                                       | 13,74    | Nikola Špinová                                                               | 13,78    | Andrea Novotná                                                                                | 13,87    |
| Bieg na 400 m przez płotki | Dagmar Votočková                                                                   | 59,06    | Petra Šímová                                                                 | 1:00,68  | Petra Hlavatá                                                                                 | 1:00,74  |
| Sztafeta 4 × 100 m         | SSK Vítkovice Markéta Pernická Radana Volná Bohdana Válková Zuzana Pastušková      | 45,88    | Olymp Praha Helena Vinařová Naděžda Koštovalová Olga Čaňková Zdeňka Mušínská | 46,86    | Sportovní škola Brno Kateřina Bedáňová Barbara Szlendaková Monika Turanská Martina Kuchťáková | 48,44    |
| Sztafeta 4 × 400 m         | Slavoj Čáslav Lenka Čermáková Martina Pavlištíková Hana Benešová Ludmila Formanová | 3:43,55  | USK Praha Eva Kasalová Radka Lukavská Gabriela Švecová Denisa Obdržálková    | 3:47,19  | SSK Vítkovice Lenka Smolíková Jana Sobčíková Petra Hlavatá Zuzana Pastušková                  | 3:51,53  |
| Chód na 10 km              | Kamila Holpuchová                                                                  | 46:43    | Jitka Hippmannová                                                            | 52:47    | Monika Choděrová                                                                              | 56:29    |
| Skok wzwyż                 | Zuzana Kováčiková                                                                  | 1,92     | Helena Vinařová                                                              | 1,83     | Alena Nezdařilová                                                                             | 1,83     |
| Skok o tyczce              | Daniela Bártová                                                                    | 4,15     | Šárka Mládková                                                               | 3,70     | Daniela Nováková                                                                              | 3,10     |
| Skok w dal                 | Helena Vinařová                                                                    | 6,24     | Gabriela Váňová                                                              | 6,09     | Gabriela Labíková                                                                             | 5,99     |
| Trójskok                   | Alena Nezdařilová                                                                  | 12,67    | Eva Doležalová                                                               | 12,55    | Vlasta Gruberová                                                                              | 12,40    |
| Pchnięcie kulą             | Zdeňka Šilhavá                                                                     | 16,23    | Alice Matějková                                                              | 15,49    | Marcela Godziková                                                                             | 15,04    |
| Rzut dyskiem               | Zdeňka Šilhavá                                                                     | 59,54    | Alice Matějková                                                              | 56,74    | Olga Sůvová                                                                                   | 48,74    |
| Rzut młotem                | Markéta Procházková                                                                | 52,00    | Jana Lejsková                                                                | 43,42    | Petra Alounková                                                                               | 41,36    |
| Rzut oszczepem             | Nikola Tomečková                                                                   | 63,80    | Júlia Hofericová                                                             | 51,00    | Andrea Aranovská                                                                              | 46,44    |
| Siedmiobój                 | Kateřina Nekolná                                                                   | 5278     | Jana Klečková                                                                | 4956     | Petra Šebelková                                                                               | 4500     |